# ایفل ۶۵
ایفل ۶۵ (به ایتالیایی: Eiffel 65) نام یک گروه موسیقی الکترونیک و پاپ راک سه نفره ایتالیایی است. این گروه کار خود را از سال ۱۹۹۸ در تورین آغاز کرد. این گروه علاوه بر انتشار ترانه آبی (دا با دی) در سال ١٩٩٩، برای گروه‌های دیگر هم آهنگسازی می‌کرد. نام گروه از یک برنامه رایانه‌ای به صورت اتفاقی انتخاب شده‌است.

## آلبوم‌شناسی
- یوروپاپ (۱۹۹۹)
- برخورد! (۲۰۰۱)
- ایفل ۶۵ (۲۰۰۳)